# Kokopelli Records
Kokopelli Records was een Amerikaans platenlabel uit de jaren negentig dat jazz uitbracht. Het werd opgericht door de jazzfluitist Herbie Mann, die eerder de oprichter was van Embryo Records. Op Kokopelli kwamen platen uit van onder meer Mann, Dutch Jazz Orchestra, Jimmy Rowles, Steve Barta, Edward Simon, David Newman, Ron Carter, Sarah Vaughan, Bobby Watson, Cornell Dupree en Ronald Muldrow.